# Benur Pasaján
Benur Pasaján, örményül: Բենուր Փաշայան (Azavreti, 1959. február 13. – Jereván, 2019. december 13.) világbajnok szovjet-örmény birkózó, sportvezető.

## Pályafutása
A Dinamo Jereván versenyzője volt. 1981–82-ben két-két Európa-bajnoki, 1982–83-ban világbajnoki címet szerzett szovjet színekben. Az 1984-es Los Angeles-i olimpián a keleti blokk bojkottja miatt nem vehetett részt. Helyette a Jóakarat játékokon indulhatott. Birkózásban Budapesten rendezték meg a versenyt és aranyérmet szerzett az 52 kg-os súlycsoportban.
1986 és 1989 között edzőként dolgozott. 1999–2000-ben az Örmény Olimpiai Bizottság elnöke volt.

## Sikerei, díjai
- Világbajnokság – kötöttfogás, 52 kg
  - aranyérmes (2): 1982, 1983
- Európa-bajnokság – kötöttfogás, 52 kg
  - aranyérmes (2): 1981, 1982